# Mitry-Mory
Mitry-Mory là một xã trong vùng hành chính Île-de-France, thuộc tỉnh Seine-et-Marne, quận Meaux, tổng Mitry-Mory. Tọa độ địa lý của xã là 48° 58' vĩ độ bắc, 02° 37' kinh độ đông.

## Các thành phố kết nghĩa
- Schmelz (Saar), Saarland, Đức
- Prudhoe, Anh
- Loumbila, Burkina Faso

## Dân số
Người dân ở đây được gọi là Mitryens.
Điều tra dân số năm 1999, xã này có dân số là 16.869.